# Конституционный суд Болгарии

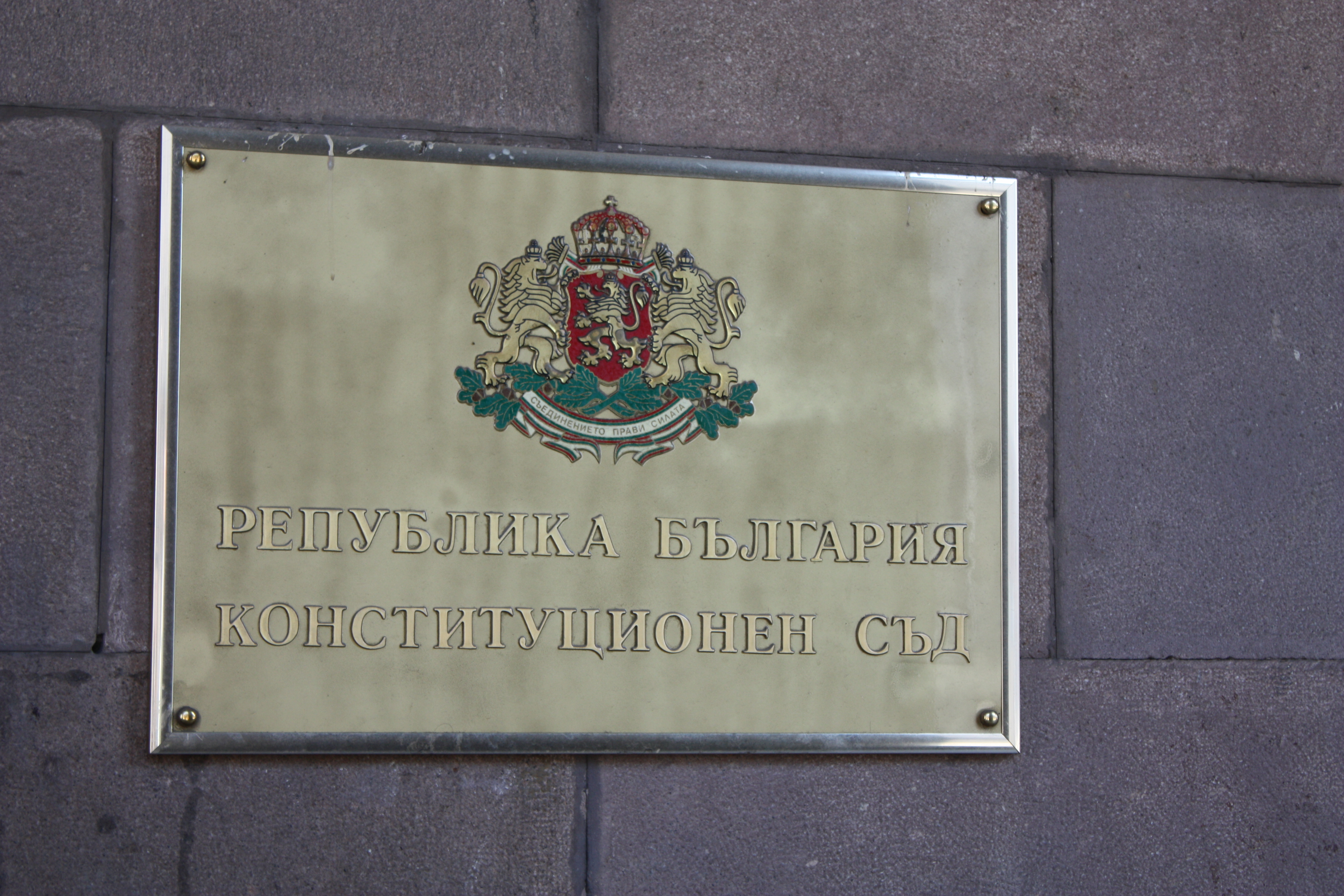
Министр иностранных дел София, София, Болгария, Здание Администрации президента, Резиденция президента в Софии, Дворец министров, Площадь Свободы, Площадь на свободе

Конституционный суд Республики Болгария (болг. Конституционен съд на Република България) — суд Болгарии, контролирующий конституционность законов, иных актов Народного собрания и указов Президента Республики.
Под конституционностью понимается соответствие Конституции Болгарии и международным договорам, подписанным ею, если они ратифицированы Народным собранием. КС не контролирует конституционность распоряжений правительства и министров, этим занимается Верховный административный суд. Решения КС окончательны и обжалованию не подлежат.

## Состав
Суд состоит из 12 членов, назначаемых на 9-летний срок. Треть (4 человека) назначается Народным собранием, треть — президентом республики, треть избирается самой судебной ветвью власти. Председатель КСБ избирается сроком на 3 года.

## Председатели
- Асен Манов — 1991—1997 (два срока)
- Живко Сталев — 1997—2000
- Христо Данов — 2000—2003
- Румен Янков — февраль — октябрь 2003 (временно и. о.)
- Неделчо Беронов — 2003—2006
- Румен Янков (второй раз) — 2006—2009
- Евгений Танчев — с 16 ноября 2009